# Pawieł Zyrianow
Pawieł Iwanowicz Zyrianow (ros. Па́вел Ива́нович Зыря́нов; ur. 4 marca?/17 marca 1907 we wsi Głuchowskoje w obwodzie semipałatyńskim, zm. 3 stycznia 1992 w Moskwie) – funkcjonariusz radzieckich służb specjalnych, generał pułkownik, członek Kolegium KGB ZSRR (1959–1972).

## Życiorys
Z pochodzenia Rosjanin. W 1917 skończył szkołę w Semipałatyńsku, pracował jako robotnik rolny, w latach 1923-1924 był organizatorem gminnej organizacji komsomolskiej, od września 1924 do września 1927 odbywał służbę w Armii Czerwonej jako kursant szkoły piechoty w Omsku. Od marca 1927 członek partii komunistycznej, od września 1929 dowódca plutonu wojsk OGPU w Nowosybirsku, od czerwca 1932 pomocnik szefa sztabu pułku OGPU, od stycznia 1933 naczelnik szkoły pułkowej wojsk OGPU, od maja 1934 do września 1937 studiował w Akademii Wojskowej im. Frunzego w Moskwie, od 1936 kapitan, od 27 września 1937 major wojsk NKWD. Od 3 października 1937 do 16 grudnia 1939 dowodził 69 oddziałem pogranicznym NKWD w Okręgu Nadmorskim, 31 maja 1939 awansowany na pułkownika, od 16 grudnia 1939 do stycznia 1940 szef sztabu wojsk pogranicznych NKWD Okręgu Nadmorskiego, od stycznia 1942 do maja 1952 naczelnik wojsk pogranicznych NKWD/MWD/MGB Okręgu Nadmorskiego, 3 lutego 1942 mianowany generałem-majorem.
Od 20 maja 1952 do 12 marca 1953 szef Głównego Zarządu Wojsk Pogranicznych MGB ZSRR, od 12 marca 1953 do 15 lutego 1956 szef Głównego Zarządu Wojsk Pogranicznych MWD ZSRR, równocześnie od 12 czerwca 1954 do 15 lutego 1956 członek Kolegium MWD ZSRR, od 28 maja 1956 do 28 marca 1957 zastępca szefa 3 Głównego Zarządu KGB ZSRR, od 28 marca 1957 p.o. szefa, a od 2 kwietnia 1957 do 15 grudnia 1972 szef Głównego Zarządu Wojsk Pogranicznych KGB ZSRR, 15 lipca 1957 awansowany na generała porucznika, a 23 lutego 1961 na generała pułkownika. Równocześnie od 16 września 1959 do 15 grudnia 1972 członek Kolegium KGB ZSRR. Deputowany do Rady Najwyższej ZSRR od 4 do 8 kadencji.

## Odznaczenia
- Order Lenina (trzykrotnie - 24 listopada 1950, 14 lutego 1951 i 15 marca 1967)
- Order Rewolucji Październikowej (31 sierpnia 1971)
- Order Czerwonego Sztandaru (ośmiokrotnie - 20 września 1943, 3 listopada 1944, 8 września 1945, 5 listopada 1954, 18 grudnia 1956, 10 grudnia 1964 i 27 maja 1968)
- Order Czerwonej Gwiazdy (dwukrotnie - 14 lutego 1941 i 16 marca 1987)

Medale ZSRR i 5 zagranicznych medali.